# 桥公山
桥公山（?—?），唐朝初年人物，校尉。
太子李建成派郎将尔朱焕、校尉桥公山，送铠甲到庆州都督杨文干。两人来到豳州的时候，告发杨文干叛乱。同时，宁州人杜风举到唐高祖所在的仁智宫，也进行告发。唐高祖大怒，产生了废黜李建成的念头。把在长安李建成召到仁智宫软禁起来。派司农卿宇文颖到庆州传召杨文干。宇文颖到庆州，却私下告知杨文干。624年六月廿四，杨文干起兵造反。唐高祖派遣左武卫将军钱九陇、灵州都督杨师道进击杨文干。六月廿六，唐高祖派秦王李世民去攻打杨文干。杨文干攻下了宁州，但很快被李世民率军击败。七月初五，杨文干被属下杀死，李世民捉住了宇文颖，将他诛杀。